# Bruna Ferreira de Miranda
Bruna Ferreira de Miranda (Ubirajara - SP, 02 de Abril de 1992), é uma ex - jogadora de futebol, jogava na posição de meia.

## Biografia
Bruna Ferreira, mais conhecida como Bruninha, jogou na Copa do Brasil Feminino em 2016 defendendo o Cresspom. Competiu no Brasileiro Feminino A2 em 2017 e 2018 e no Brasileiro Feminino A1 em 2019 jogando com o São Francisco-BA.

## Equipes
- Santos: 2008>2010
- Foz Cataratas FC: 2011>2013
- Novo Mundo: 2013
- ABD/Botucatu: 2011, 2014
- Minas Icesp: 2018
- CRESSPOM-DF: 2016>2018
- Ceilândia: 2019
- São Francisco-BA: 2019
- Athletico Paranaense: 2020>2021